# Дідичі
Ді́дичі — село в Україні, у Луцькому районі Волинської області. Входить до складу Олицької міської громади. Село знаходиться на дорозі між с. Дерно та с. Олика. Населення становить 1072 особи.

## Географія
Через село протікає річка Путилівка.

## Населення
Згідно з переписом УРСР 1989 року чисельність наявного населення села становила 1051 особа, з яких 491 чоловік та 560 жінок.
За переписом населення України 2001 року в селі мешкало 1065 осіб.

### Мова
Розподіл населення за рідною мовою за даними перепису 2001 року:
| Мова       | Відсоток |
| ---------- | -------- |
| українська | 99,44 %  |
| російська  | 0,37 %   |
| білоруська | 0,25 %   |
| вірменська | 0,09 %   |

## Відомі люди
- Дубина Микола Іванович (1932—2017) — літературознавець.